# Tom Harrell

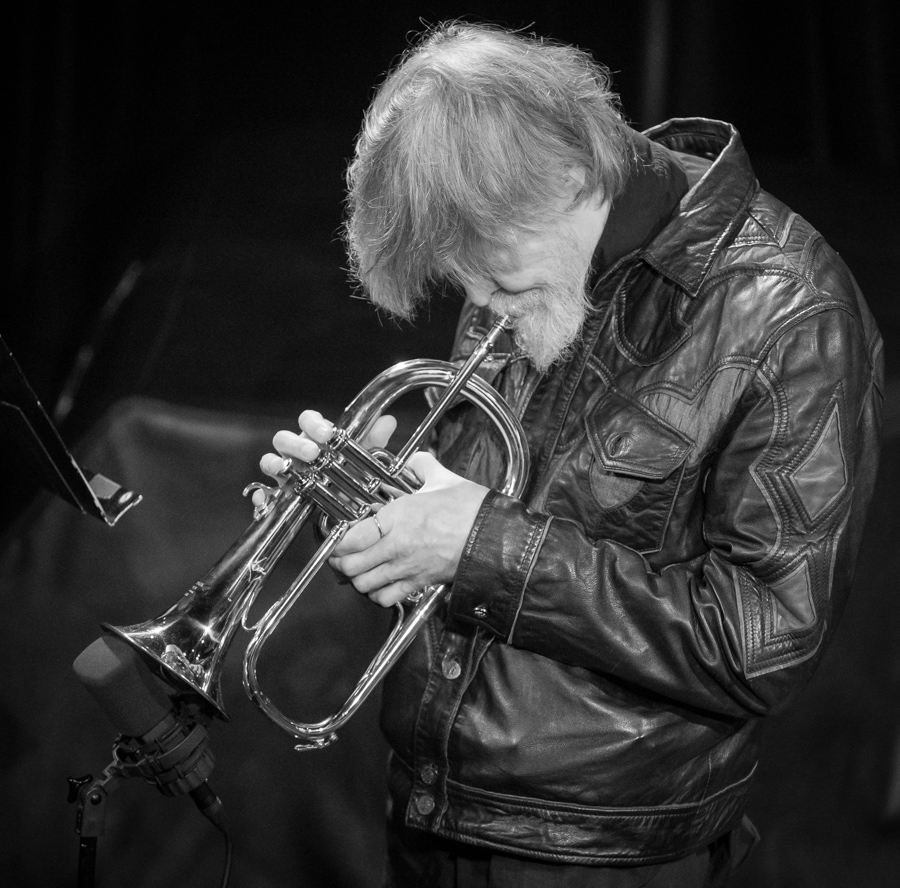
Tom Harrell al Festival de Jazz d'Oslo l'any 2017

Tom Harrell (Urbana, Illinois, 16 de juny de 1946) és un trompetista, fliscornista, compositor i arranjador de jazz americà. Escollit Trompetista de l'Any del 2018 per l'associació Jazz Journalists Association, Tom Harrell ha guanyat diversos premis i reconeixements al llarg de la seva carrera, incloent múltiples premis al Trompetista de l'Any que atorga la revista Down Beat, el SESAC Jazz Award, el BMI (Broadcast Music Incorporated) el Composers Award i el Prix Oscar du Jazz. Va ser nominat als premis Grammy amb el seu àlbum de big band, Time's Mirror.

## Biografia
Tom Harrell va néixer a Urbana, Illinois, als Estats Units, però es va mudar a la Badia de San Francisco als cinc anys. Als vuit anys va començar a tocar la trompeta, i cinc anys després ja feia concerts amb grups locals. L'any 1969 va obtenir el títol de composició a la Universitat Stanford i va entrar a l'orquestra d'Stan Kenton, amb qui va anar de gira i enregistrar durant el mateix any.
Després de deixar l'orquestra d'Stan Kenton, va tocar amb la big band de Woody Herman (1970–1971), Azteca (1972), el Quintet d'Horace Silver (1973–1977), amb el qual va enregistrar cinc àlbums, la Sam Jones-Tom Harrell Big Band, el Nonet de Lee Konitz (1979–1981), George Russell, i l'Orquestra de Mel Lewis (1981). Entre 1983 i 1989, va ser un dels pilars fonamentals del Quintet de Phil Woods, amb qui va enregistrar set àlbums.
A més, va tocar amb Vince Guaraldi als programes de televisió especials Peanuts, concretament a: You're Not Elected, Charlie Brown (1972), There's No Time for Love, Charlie Brown, A Charlie Brown Thanksgiving (1973) i It's a Mystery, Charlie Brown (1974).
Harrell també ha tocat amb Bill Evans, Dizzy Gillespie, Jim Hall, Ronnie Cuber, Bob Brookmeyer, Lionel Hampton, Bob Berg, Cecil Payne, Bobby Shew, Philip Catherine, Ivan Paduart, Joe Lovano, Charlie Haden's Liberation Orchestra, Charles McPherson, David Sánchez, Sheila Jordan, Jane Monheit, the King's Singers i Kathleen Battle entre d'altres. Va participar en l'album de Bill Evans anomenat We Will Meet Again, que va guanyar un premi Grammy al Millor Grup de Jazz Instrumental.
Harrell va gravar diversos àlbums com a líder durant la seva estada amb el quintet de Phil Woods, pero no va ser fins a la seva sortida del grup que va començar a produir albums com a líder, sota el segell Contemporary Records (ara propietat de Concord), Chesky, i RCA/BMG. Durant anys seus com a artista del segell BMG (1996–2003) començant amb RCA, després Bluebird i a finalment Arista, Tom Harrell va publicar sis àlbums, molts d'ells amb arranjaments per a grans ensembles. Des de principis de la dècada de 1990, Harrell ha fet diverses gires de concerts amb els seus propis projectes d'instrumentació i format diversos.
Tom Harrell és un compositor i arranjador molt prollífic. Ha escrit arranjaments per Vince Guaraldiha, Carlos Santana, la Metropole Orchestra, la Danish Radio Big Band, la Vanguard Jazz Orquestra, i Elisabeth Kontomanou amb la Orchestre National de Lorraine, entre d'altres. Algunes de les seves composicions han estat enregistrades per altres músics de jazz com ara Ron Carter, Kenny Barron, Art Farmer, Chris Potter, Tom Scott, Steve Kuhn, Kenny Werner i Hank Jones. La seva composició per a Big Band anomenada "Humility" forma part de l'àlbum Song for Chico de la Arturo O'Farrill's Afro-Latin Jazz Orchestra, guanyador d'un grammy. Com a compositor i arranjador, Harrell ha treballat en diversos gèneres musicals, incloent la música clàssica.

## Tom Harrell Quintet
Des de 1989 Tom Harrell ha liderat els seus propis grups, que usualment han estat quintets; de vegades s'ha atrevit amb ensembles més grans com ara grups de cambra de cordes o big bands. Harrell ha tocat en la majoria de clubs i festivals de jazz i ha enregistrat música pròpia sota segells com RCA, Contemporary, Pinnacle, Blackhawk, Criss Cross, SteepleChase, Chesky i HighNote.
Entre 1994 a 1996, el quintet va estar integrat per Don Braden, Kenny Werner, Larry Granader, i Billy Hart. Del 2000 al 2005, va estar integrat per Jimmy Greene, Xavier Davis, Ugonna Okegwo, i Quincy Davis.
En contrast als seus enregistraments durant el període RCA/BMG entre els anys 1996 i 2003, molts d'ells per a grans ensembles, big bands i orquestres de cambra, Tom Harrell ha demostrat amb els seus projectes més recents la seva habilitat com a líder d'un grup potent més petit. El seu darrer quintet està format pel saxofonista Wayne Escoffery, el pianista Danny Grissett, el baixista Ugonna Okegwo (que ha tocat amb Harrell des de 1997), i el bateria Johnathan Blake. Aquest quintet va destacar per la forta química entre els músics i el so distintiu que van aconseguir principalment a través de les composicions de Harrell. Va enregistrar cinc àlbums per a HighNote: Light On, Prana Dance, Roman Nights, The Time of the Sun, i Number Five. Amb aquest ultim àlbum, Harrell va obtenir el seu setè Premi de Jazz SESAC.

## Tom Harrell Chamber Ensemble
El juny de 2012, Tom Harrell va debutar amb la seva orquestra de cambra al Highline Ballroom dins del Festival de Jazz de Blue Note. Harrell va arranjar música de Debussy, Ravel, i la seva pròpia per a aquest conjunt, el qual estava format per: trompeta, saxòfons soprano i tenor, flauta en do, flauta baixa, violí, violoncel, guitarra acústica, piano, contrabaix i bateria. El Tom Harrell Chamber Ensemble ha tocat al Village Vanguard, a l'Autumn Jazz Festival a Bielsko-Biala, al Jazz Standard, al Xerox Rochester International Jazz Festival, a l'auditori Scripps a San Diego, i al Soka University Performing Arts Centre a Aliso Viejo, Califòrnia. Harrell considera que la música d'aquest projecte és una de les obres més complexes que ha escrit mai.

## Colors of a Dream
L'any 2013, Harrell va formar un sextet sense piano amb dos baixos, anomenat Colors of a Dream, El sextet està integrat per ell mateix a la trompeta i flugel, Wayne Escoffery al saxòfon tenor, Jaleel Shaw al saxòfon alt, Johnathan Blake a la bateria, Ugonna Okegwo al baix i Esperanza Spalding al baix i a la veu. El projecte va debutar al Village Vanguard amb una petita gira de sis concerts que va començar el 26 de març de 2013. El segon d'aquests concerts va ser retransmès en directe per la NPR. El 22 d'octubre del mateix any, va sortir publicat l'àlbum d'estudi homònim del projecte, pel qual Harrell va rebre el seu vuitè Premi de Jazz SESAC l'any següent.

## TRIP
Un altre dels projectes a destacar de Tom Harrell és TRIP, un quartet sense piano integrat per Mark Turner al saxòfon tenor, Ugonna Okegwo al baix i Adam Cruz a la bateria. El quartet va debutar a Rochester, Nova York, i al Jazz Standard durant el Festival of New Trumpet Music (FONT) de Dave Douglas, l'octubre de 2012. Harrell va estrenar una suite amb sis seccions que havia escrit especialment per al quartet. TRIP es va retrobar un any després al Village Vanguard i va fer un enregistrament a l'estudi la setmana següent. El quartet va publicar l'àlbum homònim el 12 d'agost de 2014.

## Publicacions
L'obra de Tom Harrell com a compositor i solista de jazz ha estat publicada en llibres de la mà de Hal Leonard, Jamey Aebersold, Sher Música i Gerard & Sarzin.

## Discografia

### Com a líder
- Aurora (1976, reeditat com a Total, 1987)
- Mind's Ear (1978)
- Play of Light (Palo Alto, 1984)
- Moon Alley (Criss Cross, 1985)
- Sundance (1986)
- Open Air (SteepleChase, 1987)
- Stories (Contemporary, 1988)
- Lonely Eyes (GRP, 1989)
- Sail Away (Contemporary,1989)
- Form (Contemporary, 1990)
- Moon and Sand (Jazz Aux Remparts, 1991)
- Visions (Contemporary, 1991)
- Passages (Chesky, 1991)
- Sail Away (Musidisc, 1992)
- Upswing (Chesky, 1994)
- Cape Verde (Mons, 1995)
- Labyrinth (RCA Victor, 1996)
- The Art of Rhythm (RCA Victor, 1998)
- Time's Mirror (RCA Victor, 1999)
- Paradise (RCA Victor, 2001)
- Live at the Village Vanguard (Bluebird, 2002)
- Wise Children (Bluebird, 2003)
- The Auditorium Session (Parco Della Musica Records, 2005)
- Light On (HighNote, 2007)
- Prana Dance (HighNote, 2009)
- Roman Nights (HighNote, 2010)
- The Time of the Sun (HighNote, 2011)
- Number Five (HighNote, 2012)
- Colors of a Dream (HighNote, 2013)
- TRIP (HighNote, 2014)
- First Impressions (HighNote, 2015)
- Something Gold, Something Blue (HighNote, 2016)
- Moving Picture (HighNote, 2017)
- Infinity (HighNote, 2019)

### Com a co-líder
Amb Art Farmer
- The Company I Keep (Arabesque, 1994)

Amb John McNeil
- Look to the Sky (SteepleChase, 1979)

Amb Dado Moroni
- Humanity (Abeat Records, 2007)

### Com a sideman
Amb Don Braden
- The Time is Now (Criss Cross, 1991)

Amb Gordon Brisker
- Cornerstone (Sea Breeze, 1984)[30]

Amb Donald Brown
- People Music (Muse, 1990)

Amb Thomas Chapin
- You Don't Know Me (Arabesque, 1995)

Amb Harold Danko
- Coincidence (Dreamstreet, 1979)[31]

Amb Bill Evans
- We Will Meet Again (Verve, 1979)

Amb George Gruntz
- Theatre (ECM, 1983)

Amb Charlie Haden
- Dream Keeper (Verve, 1990)
- The Montreal Tapes: Liberation Music Orchestra (Verve, 1999)

Amb Jim Hall
- These Rooms (Denon, 1988)

Amb Ethan Iverson
- Common Practice (ECM, 2019)

Amb Lee Konitz
- Yes, Yes, Nonet (SteepleChase, 1979)

Amb Mike LeDonne
- 'Bout Time (Criss Cross, 1988)
- The Feeling of Jazz (Criss Cross, 1990)

Amb Joe Lovano
- Village Rhythm (Soul Note, 1988)
- Quartets: Live at the Village Vanguard (Blue Note, 1994)

Amb Charles McPherson
- First Flight Out (Arabesque, 1994)

Amb Idris Muhammad
- House of the Rising Sun (Kudu, 1976)

Amb Shinobu Itoh
- Sailing Rolling (1991)

Amb Bob Mover
- On the Move (Choice, 1978)

Amb Gerry Mulligan
- Walk on Water (DRG, 1980)

Amb Cecil Payne
- Bird Gets the Worm (Muse, 1976)

Amb Horace Silver
- Silver 'n Brass (Blue Note, 1975)[32]
- Silver 'n Wood (Blue Note, 1976)
- Silver 'n Voices (Blue Note, 1976)
- Silver 'n Percussion (Blue Note, 1977)
- Silver 'n Strings Play the Music of the Spheres (Blue Note, 1979)

Amb Steve Swallow
- Real Book (Xtra Watt, 1993)

Amb Phil Woods
- Integrity (Red, 1984)[33]
- Gratitude (Denon, 1986)
- Dizzy Gillespie Meets Phil Woods Quintet (Timeless, 1986)
- Bop Stew (Concord, 1987)
- Evolution (Concord, 1988)
- Flash (Concord, 1989)
- Bouquet (Concord, 1989)